# Militärisches Sperrgebiet

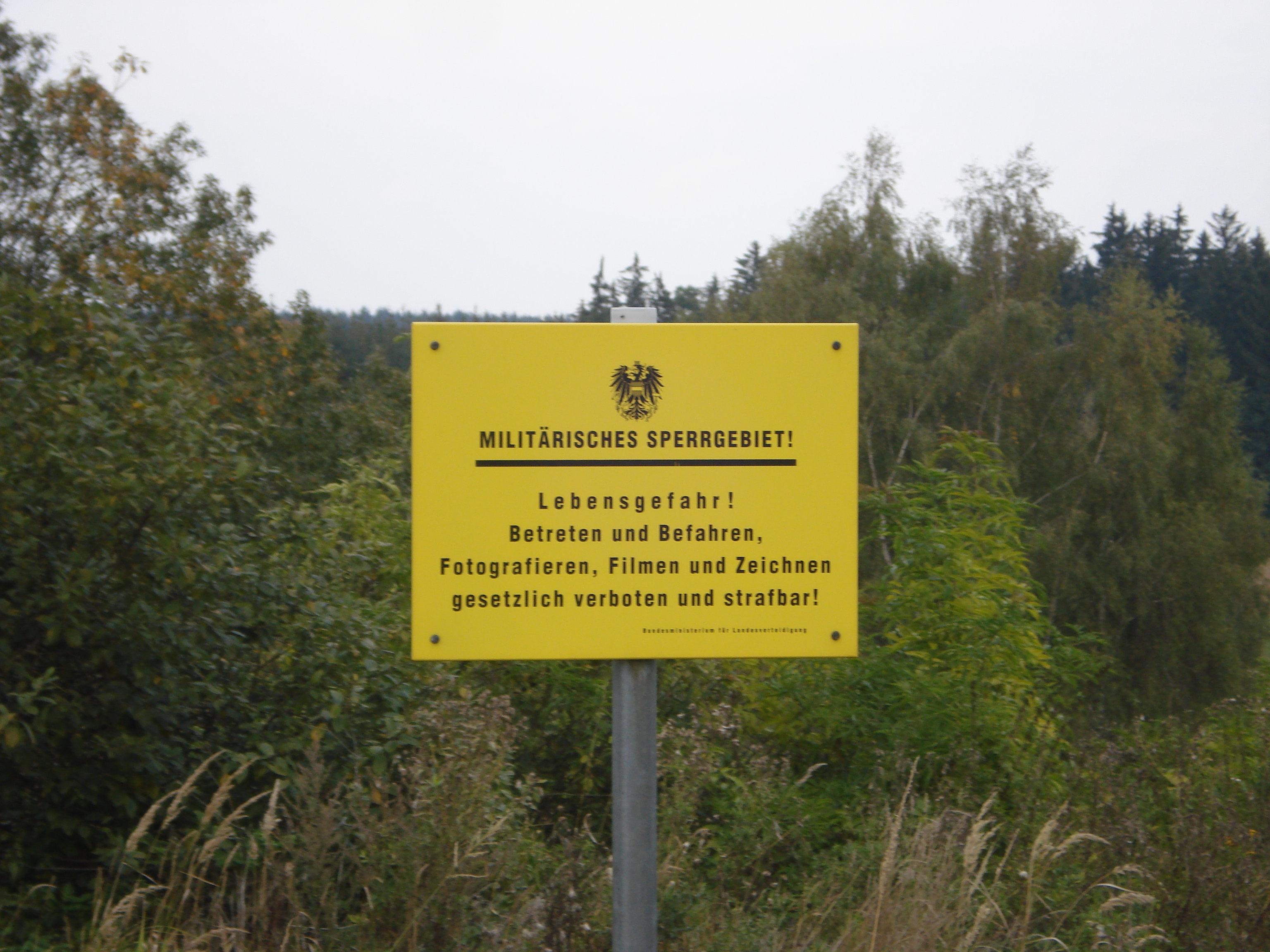
Der Truppenübungsplatz Allentsteig ist ein militärisches Sperrgebiet

Militärische Sperrgebiete sind geographische Räume, die für Zivilpersonen grundsätzlich gesperrt sind.
Dabei werden aufgrund einer Nutzung durch das Militär gesperrte Sperrgebiete unterschieden von Bereichen, die aufgrund von tatsächlichen oder zu erwartenden Kriegshandlungen gesperrt werden, etwa in Österreich während der Slowenienkrise 1991.

## Bundesrepublik Deutschland
Das Wehrrecht der Bundesrepublik Deutschland kennt als Sperrgebiet den militärischen Bereich und den militärischen Sicherheitsbereich. Militärische Bereiche sind zu unterscheiden in militärische Bereiche mit Betretungsverbot und militärische Bereiche ohne Betretungsverbot. Auch in militärischen Bereichen existieren häufig Betretungseinschränkungen wie die Beschränkung der Nutzung auf den Durchgang. Daneben kann die Bundeswehr im Spannungs- sowie im Verteidigungsfall Räume sperren. Bereiche, die der besonderen Geheimhaltung bedürfen (z. B. Fernmeldeelektronische Aufklärung), sind innerhalb militärischer Sicherheitsbereiche als Sperrzone ausgewiesen. Zu diesen Bereichen haben nur Personen mit einer gesonderten Sicherheitsermächtigung im Rahmen ihrer Funktionsausübung Zutritt.

## Republik Österreich
Militärische Sperrgebiete werden in Österreich mittels gelber (Truppenübungsplätze) oder weißer (Sperrgebiete höchster Sicherheitsklasse) Tafeln gekennzeichnet.

## Republik Italien
Militärische Sperrgebiete werden in Italien als Zona Militare bezeichnet. Auch die Anlagen der Carabinieri sind solche, weil die Carabinieri als Gendarmerie zu qualifizieren sind. Sie sind damit organisatorisch Teil des italienischen Militärs, nehmen aber polizeiliche Aufgaben wahr.